# Agrotis eximia
Agrotis eximia är en fjärilsart som beskrevs av Culot 1909. Agrotis eximia ingår i släktet Agrotis och familjen nattflyn. Inga underarter finns listade i Catalogue of Life.